# Cronopio dentiacutus
Cronopio dentiacutus (podle literární postavy) byl druh pravěkého savce, žijícího v období rané svrchní křídy (stupeň cenoman, asi před 100 až 94 miliony let) na území dnešní provincie Río Negro v Argentině (geologické souvrství Candeleros).

## Objev a popis
Fosilie tohoto dryolestoidního savce byly objeveny v lokalitě La Buitrera v souvrství Candeleros (geologická skupina Neuquén). Jednalo se tedy o přímého současníka některých známých dinosaurů, jako byl obří teropod Giganotosaurus carolinii nebo abelisaurid Ekrixinatosaurus novasi. Objeveny byly fosilie několika jedinců, holotyp nese označení MPCA PV 454. Zkamenělé pozůstatky mají obvykle podobu částí lebky, čelistí a zubů. Formálně byl druh C. dentiacutus popsán trojicí argentinských paleontologů v roce 2011. Jeho rodové jméno je odvozeno od jedné z literárních postav argentinského spisovatele Julio Cortázara. Druhové dentiacutus pak doslova znamená "ostrozubý". Výrazné "špičáky" tohoto savce totiž do značné míry připomínají postavu "praveverky" Scrata z filmů Doba ledová.